# Jacob Rosenthal
Jacob Rosenthal (* 22. Juli 1969 in Marburg an der Lahn) ist ein deutscher Philosoph.

## Leben
Rosenthal studierte Mathematik und Informatik (Dipl. math., Würzburg 1995) und Philosophie (Dr. phil. Konstanz 2002). Er war wissenschaftlicher Mitarbeiter und Akademischer Rat für Natur- und Wissenschaftsphilosophie an der Universität Bonn. Nach der Habilitation 2012 ist er seit 2016 Professor für Praktische Philosophie an der Universität Konstanz.
Seine Arbeitsgebiete sind Handlungstheorie, Moralphilosophie und Wissenschaftstheorie.

## Schriften (Auswahl)
- Wahrscheinlichkeiten als Tendenzen. Eine Untersuchung objektiver Wahrscheinlichkeitsbegriffe. Paderborn 2004, ISBN 3-89785-373-6.
- Entscheidung, Rationalität und Determinismus. Berlin 2017, ISBN 3-11-049639-9.
- mit Corinna Mieth (Hg.): John Rawls: Justice as Fairness – Gerechtigkeit als Fairness. Übersetzung und Kommentar. Stuttgart 2021, ISBN 978-3-15-019586-4.